# Patricia Bevilacqua
Patrícia Dias Bevilacqua (ur. 24 marca 1965 w Rio de Janeiro) – brazylijska judoczka. Olimpijka z Barcelony 1992, gdzie zajęła dziewiąte miejsce w wadze półlekkiej.
Uczestniczka mistrzostw świata w 1991, 1993 i 1995. Startowała w Pucharze Świata w 1989, 1990, 1992 i 1997. Wicemistrzyni igrzysk panamerykańskich w 1991. Brązowa medalistka mistrzostw panamerykańskich w 1990 roku. 

## Letnie Igrzyska Olimpijskie 1992
| Konkurencja | Eliminacje          | Repasaże                     | Repasaże                 | Klas. końcowa |
| Konkurencja | Przeciwnik I        | Przeciwnik I                 | Przeciwnik II            | Miejsce       |
| ----------- | ------------------- | ---------------------------- | ------------------------ | ------------- |
| 52 kg       | Li Zhongyun (CHN) P | Cathy Grainger-Brain (AUS) Z | Carolina Mariani (ARG) P | 9.            |